# Großer Ricklinger Teich
Der Große Ricklinger Teich (auch Ricklinger Teich oder Großer Teich genannt) ist ein Baggersee im Stadtbezirk Ricklingen im südlichen Stadtgebiet von Hannover, Niedersachsen.

## Beschreibung
Der 20,5 ha große See gehört zur Gruppe der Ricklinger Kiesteiche im Überschwemmungsgebiet der Leine. Es handelt sich um den bekanntesten der Ricklinger Teiche, da er vom viel befahrenen Südschnellweg (Bundesstraße 6) überbrückt wird. Der See ist durch einen unterbrochenen Damm in einen Nord- und einen Südteil gegliedert. Der Nordteil liegt zwischen Ricklingen im Westen und der Leine im Osten. Der Südteil wird in halber Höhe von der Südschnellweg-Brücke durchschnitten. Nördlich der Brücke liegt im Osten der Dreiecksteich, südlich der Brücke der Große Döhrener Teich. Südlich an den See schließt sich der Große Hemminger Teich an, mit dem der Große Ricklinger Teich durch den Seniebach verbunden ist. Im Westen zwischen dem Großen Ricklinger Teich und Ricklingen fließt die Ihme, unmittelbar dahinter liegt das Freibad Aegir Bad Ricklingen.

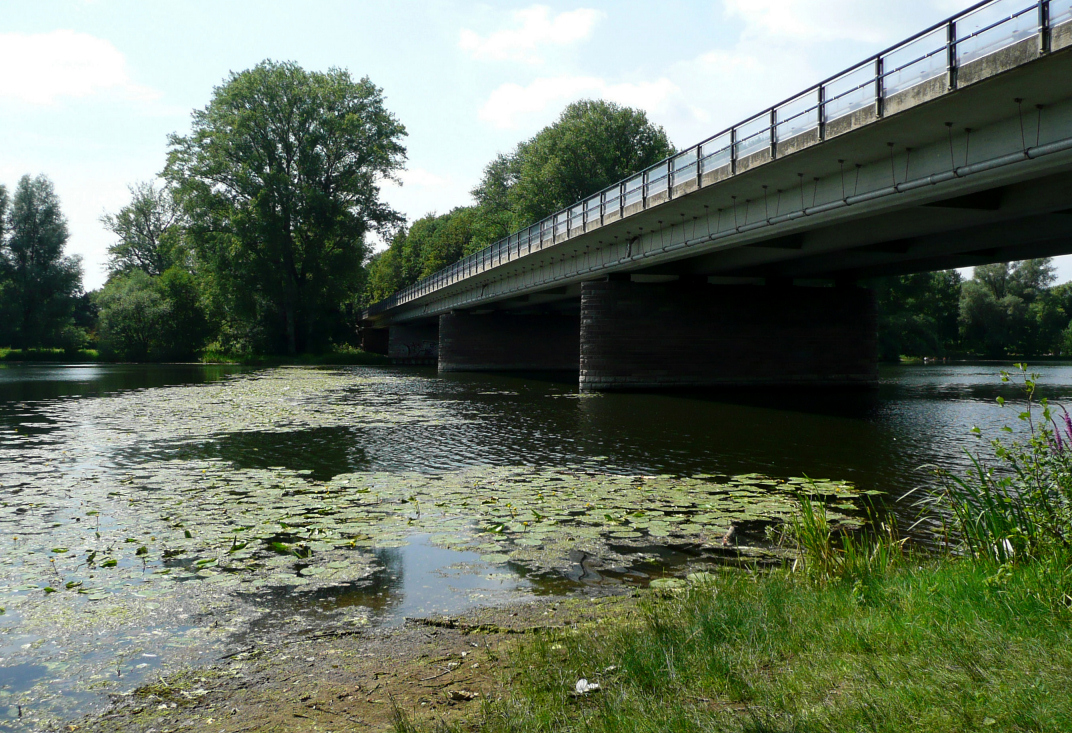
Südschnellweg-Brücke über den Großen Ricklinger Teich, 2013

An der Ostseite des Sees nördlich der Brücke befinden sich freigegebene Badestellen, auch die Badewasserqualität wird überwacht. Es gibt vor Ort sanitäre Anlagen, eine Badeaufsicht ist jedoch nicht vorhanden. Südlich der Brücke ist das Baden nicht freigegeben. Die Wassertiefe liegt meist bei 4 m, unterhalb der Brücke 2–3 m, im nördlichen Teilabschnitt erreicht die Wassertiefe stellenweise 6 m.
Der See wird vom Fischereiverein Hannover als Angelgewässer genutzt. 2009 wurden aus dem See Aal, Barsch, Hecht, Karpfen, Rotauge, Schleie, Wels und Zander gemeldet.